# Saidjahus elegans
Saidjahus elegans är en kräftdjursart som först beskrevs av Dollfus1898.  Saidjahus elegans ingår i släktet Saidjahus och familjen Eubelidae. Inga underarter finns listade i Catalogue of Life.